# SH-06A
docomo PRIME series SH-06A（ドコモ プライム シリーズ エスエイチ ゼロ ろく エー）は、シャープによって開発された、NTTドコモの第3世代移動通信システム（FOMA）端末である。docomo PRIME seriesの端末。ここでは、派生の限定モデル、SH-06A NERV（エスエイチ ゼロ ろく エー ネルフ）についても述べる。

## 概要
SH-03Aの後継に当たる、PRIMEシリーズのシャープ製端末で、カメラ性能が高められたAQUOSケータイ、AQUOS SHOTのドコモ向け一号機である。
回転2軸型のボディに、SH-03Aよりも大きくなった3.3インチフルワイドVGA液晶を搭載し、SH906i、SH-03A同様タッチパネルを搭載する。ただし、メニュー構成がSH-04A用の物に改められ、文字入力を含むほとんどの操作がタッチで可能になった。また、この機種からメインメニューと待受画面を除くほとんどの操作で縦画面と横画面を選択できるようになっている（ただしモーションセンサーは非搭載で、表示方向の切替には対応機能において表示されている画面切替ボタンをタップする必要がある）。

### 機能

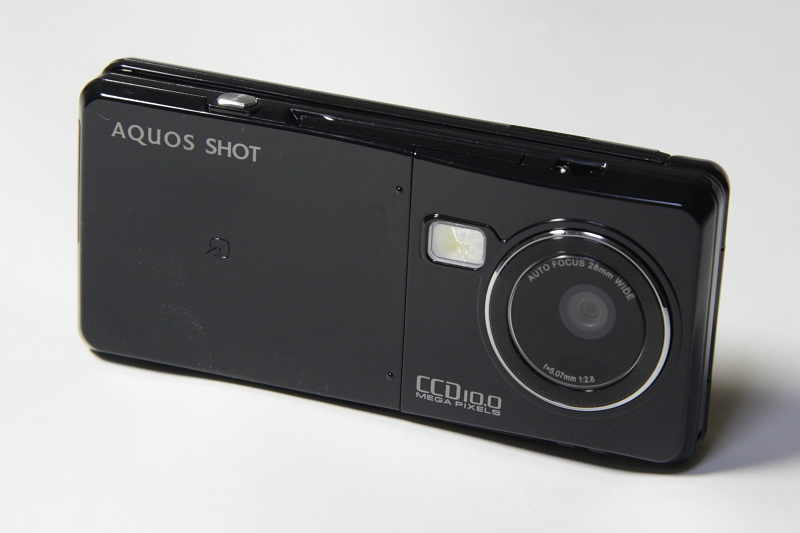
背面に搭載された1000万画素メインカメラ

メインカメラには、いずれもシャープ製のドコモのSH-07Aやソフトバンクモバイルの933SH同様に、日本のカメラ付き携帯電話としては最高画素数の、静止画手ブレ補正対応の約1000万画素CCDを搭載。高輝度LEDフラッシュも搭載し、ISO12800相当の高感度モードと合わせて、暗所での撮影も十分に可能。被写体に合わせて最適な撮影モードを自動的に判別して切り替えるシーン自動認識機能を搭載。料理モードでは、やや暗い場所でも色鮮やかに色調補正することで料理をよりおいしく見せる撮影が可能となる。
連写した複数の写真から1枚の合成写真を作成する「ストロボフォト」機能を搭載している。バーコードや名刺を認識すると自動的にカメラモードを切り替えたり、雑誌等に掲載されている情報をカメラ撮影すると電話帳に登録される機能も対応。 
SH-03Aと異なりサブカメラが用意されている。こちらは、フルワイドVGAの待受画面サイズを撮影できるようするため、約43万画素CMOSとサブカメラとしては高画素なものを使っている。
周りからの覗き見を防止する「新ベールビュー」がカラー表示に対応。
フォトリモ@ナビ対応のパイオニア製カーナビゲーションシステムと連携することができ、現在地をメール送信し、カーナビに案内させる機能やケータイによる事前目的地情報設定を乗車時にカーナビに自動転送する機能を搭載。
音声入力メールやiモード検索の検索ワードや地図アプリの目的地などを音声で入力が可能。
サラウンド技術にVirtual 5.1ch対応のドルビーモバイルを搭載。
名刺リーダーで読み込んだデータを会社名別に表示できる「電話帳会社名検索」に対応
その他にデコメール、デコメ絵文字入力機能が強化され、テキストメールを簡単にデコメ絵文字を入れたり背景色を変えたデコメールにできる、「絵文字プラス」に対応。

## SH-06A NERV
ヱヴァンゲリヲン新劇場版：破 NERV特別仕様ケータイ
「SH-06A NERV」（エスエイチ ゼロ ろく エー ネルフ）は、2009年6月27日公開のヱヴァンゲリヲン新劇場版:破とのコラボレーションモデル。全国で37500台の限定品である。2009年7月22日発売。
機能面ではSH-06Aと同じだが、「NERV官給品仕様」のデザインが採用され、専用メニューやiコンシェルなどのオリジナルコンテンツが内蔵されている。ヱヴァンゲリヲン新劇場版：破でも実際SH-06A NERVを登場キャラクターが使用する。映画の為にデザインされた特別仕様モデルで庵野秀明監督とヱヴァンゲリヲン新劇場版の製作会社である「スタジオカラー」が全面的にデザインに参加・全面監修している。
官給品仕様のメニューやマチキャラなどの内蔵コンテンツや、「序」のサウンドトラック楽曲の収録や極太明朝のフォントを搭載している。またキャラクターデザイナーの貞本義行の作画を使用した待受画面やメニュー画面、メールや音声の発着信画面を使用し、着ボイスではヱヴァンゲリヲン新劇場版に起用されている声優による着ボイスなども搭載されている。
ドコモのコンテンツではiウィジェット「ヱヴァ・ウォッチ&タイマー」を内蔵。さらにひつじのしつじくん、iアバターメーカーなど、ドコモのコンテンツもNERV特別仕様となっている。ひつじのしつじくんが碇シンジのプラグスーツを着て登場する。
当初、全国3万台限定販売として、ドコモショップで2万台、ドコモのオンラインショップと量販店で1万台を取り扱う予定であった。2009年6月5日にドコモショップでの予約が開始されたが、限定予約台数に到達したため、その日のうちに予約を終了した。このとき、客の殺到によりシステムに障害が発生したため、予約受付方法を申込書によるものに変更していた。そのため、予約終了の時点でドコモは正確な予約数を把握できなかった。集計したところ、予約総数が2万件を超えていたため、関係者で協議した結果、急遽7500台を追加し、全ての予約客に対応することとなった。また、オンラインショップでの販売は中止された
。
尚、SH-06Aの派生モデルだが、docomo PRIME seriesとしてもAQUOS SHOTシリーズとしても扱われず、コンセプトモデルに属する。

### 専用オプション
- オリジナルデザインの「スタンド機能付き専用キャリングケース」
- 梱包箱のパッケージに関してもNERV調達品仕様。
- 前売り券から続くベアブリックシリーズの第4弾として、50%BE@RBRICKを同梱。
- NERV調達品仕様の別冊取扱説明書

## 主な対応サービス
| 主な対応サービス                   | 主な対応サービス                                                    | 主な対応サービス                       | 主な対応サービス                                 |
| ---------------------------------- | ------------------------------------------------------------------- | -------------------------------------- | ------------------------------------------------ |
| タッチパネル                       | FOMAハイスピード7.2Mbps                                             | Bluetooth                              | DCMX／おサイフケータイ                           |
| iアプリオンライン／地図アプリ      | 直感ゲーム／メガiアプリ                                             | iウィジェット                          | マチキャラ／iコンシェル                          |
| ホームU／ポケットU                 | GPS／ケータイお探し                                                 | デコメール／デコメ絵文字／デコメアニメ | iチャネル                                        |
| 着もじ／プッシュトーク             | テレビ電話／キャラ電                                                | 電話帳お預かりサービス                 | フルブラウザ                                     |
| おまかせロック／バイオ認証         | 外部メモリーへiモードコンテンツ移行／ユーザーデータ一括バックアップ | トルカ                                 | iC通信／iCお引越しサービス                       |
| きせかえツール／ダイレクトメニュー | バーコードリーダ／名刺リーダ                                        | 2in1                                   | エリアメール／ソフトウェアーアップデート自動更新 |
| GSM／3Gローミング（WORLD WING）    | 着うたフル／うた・ホーダイ                                          | Music&Videoチャネル／ビデオクリップ    | デジタルオーディオプレーヤー(WMA)(AAC)           |

### ワンセグ機能
- EPG（録画予約も可）
- 外部メモリ（microSD）への録画
- 字幕放送
- マルチウィンドウ
- Bluetoothによるワイヤレス音声出力
- NewモバイルASV液晶と映像をより鮮やかに再現する「SV (Super Vivid) エンジン」を搭載。

## プリインストールiアプリ
以下のiアプリが購入時に端末にプリインストールされている。
| アプリ名                    | 概要                                                                                            |
| --------------------------- | ----------------------------------------------------------------------------------------------- |
| 西村京太郎サスペンス        | 「京都・熱海・絶海の孤島 殺意の罠」推理アドベンチャーゲーム                                     |
| ネット辞典                  | 国語辞典や英和辞典などサイト上の辞典                                                            |
| SH-MODE INFO                | [SH-MODE]の更新情報を確認等                                                                     |
| いっしょにデコ              | 2人で通信しながら、写真などの画像をデコレーションできるiアプリタッチ対応アプリ                  |
| iアバターメーカー           | iアバターを作成するアプリ                                                                       |
| モバイルGoogleマップ        | Googleマップのアプリ。GPSを使った道案内、経路検索、衛星写真、ストリートビューなどを利用できる   |
| 地図アプリ                  | GPS機能を利用して、目的地を検索したり、乗り換え案内を駆使した、交通手段によるルートを表示が可能 |
| 日英しゃべって翻訳SH        | マイクに向かって主に旅行で使われる日本語、英語を話すだけで翻訳した文章を画面に表示する          |
| Gガイド番組表リモコン       | テレビ番組表とAVリモコン機能が1つになったアプリ                                                 |
| iD設定アプリ                | おサイフケータイクレジット決済サービスiDの設定アプリ                                            |
| DCMXクレジットアプリ        | NTTドコモが提供するおさいふケータイクレジットDCMXの設定アプリ                                   |
| FOMA通信環境確認アプリ      | FOMAハイスピードエリアを利用できるかを確認することができるiアプリ                               |
| モバイルSuica登録用iアプリ  | モバイルSuica契約用のiアプリ                                                                    |
| iアプリバンキング           | モバイルバンキングを簡単に利用するためのアプリ                                                  |
| マクドナルド トクするアプリ | 日本マクドナルドのかざすクーポンなどを利用するためのアプリ                                      |
| 楽オクアプリ                | 楽天オークション用のアプリ                                                                      |
| Start! iウィジェット        | iウィジェットの使い方をムービーで見ることができるiアプリ                                        |
| ROID ウィジェット           | モバイルサイト「ROID」の更新情報などを通知してくれるウィジェット                                |
| お天気予報ウィジェット      | 天気情報をiウィジェット画面に表示するアプリ                                                     |
| 駅探乗換案内                | 乗り換え案内用アプリ                                                                            |
| iWウォッチ                  | iウィジェット画面でグラフィカルに時計や電池残量を確認することができるアプリ                     |
| 株価アプリ                  | 指定銘柄の株価情報を表示するアプリ                                                              |
| Google モバイル             | Google検索機能が利用できるアプリ                                                                |

## 歴史
- 2009年4月16日- 電気通信端末機器審査協会（JATE）通過。
- 2009年4月18日 - 連邦通信委員会（FCC）通過。
- 2009年5月19日 - F-08A・F-09A・N-06A・N-07A・N-08A・N-09A・P-07A・P-08A・P-09A・P-10A・SH-05A・SH-06A・SH-07A・L-04A・L-06A・HT-03A・T-01Aの開発を発表。
- 2009年6月5日 - SH-06A NERV ドコモショップでの予約開始 即日完了
- 2009年6月11日 - SH-06A発売開始
- 2009年7月22日 - SH-06A NERV発売開始

## 不具合
2009年7月30日に以下の不具合の修正がソフトウェアの更新でなされた。
- iモード起動時に「ワークメモリ不足です」と表示される場合がある
- 使用状況によって、電池の持ちが悪くなる場合がある

2009年10月27日に以下の変更と不具合の修正がソフトウェアの更新でなされた。
- iモードブラウザの一部機能（JavaScript）を再有効化
- サブメニューが表示できなくなる場合がある
- iモードメニューが起動できなくなる場合がある